# Міхаел Крменчик
Міхаел Крменчик (чеськ. Michael Krmenčík, нар. 15 березня 1993, Разліче) — чеський футболіст, нападник кіпрського клубу «Аполлон» (Лімасол) і національної збірної Чехії.

## Клубна кар'єра
Свій футбольний шлях Міхаел розпочав у команді рідного міста, «Краслице», після чого виступав у молодіжних командах клубів «Банік» (Соколов) та «Вікторія» (Пльзень)

### Вікторія (Пльзень)
Влітку 2011 року потрапив до головної команди клубу. У першій команді дебютував 15 квітня 2011 року у переможному (3:0) поєдинку 24-го туру проти «Пршибраму», у якому він вийшов на поле на 88-й хвилині, замінивши Мілана Петржелу. У сезоні 2010/11 років разом із командою виграв національний чемпіонат.
22 липня 2011 року був на лавці для запасних у домашньому матчі суперкубку Чехії між «Вікторією» та «Млада Болеслав», в якому його команда в серії післяматчевих пенальті перемогла з рахунком 4:2 (додатковий час поєдинку завершився з рахунком 1:1, Крменчик на поле так і не вийшов). З лютого 2012 року був відданий до іншої команди. По черзі на правах оренди виступав у клубах «Банік» (Соколов), «Зеніт» (Часлав), «Граффін Влазім» та «Банік» (Острава). Під час зимового трансферного вікна сезону 2015/16 років повернувся до «Вікторії».

#### Сезон 2015/16 років
У весняній частині зіграв у декількох матчах, в яких виходив на поле з лави запасних. 24 квітня 2016 року в матчі 26-го туру проти «Спарти» відзначився першими двома голами у сезоні та у футболці «Вікторії» загалом. Під час першого взяття воріт Міхаел переграв захисника й відправив матч у ворота Давида Бичика, другий м'яч був забитий аналогічно. Західночеська команда здобула три очки й вийшли на першому місці після 11-го туру, випередивши «Спарту». У сезоні 2015/16 років за три тури до завершення чемпіонату «Вікторія» стала переможцем національного чемпіонату.

#### Сезон 2016/17 років
Крменчик став автором голу на останніх хвилинах (1:1) у матчі-відповіді 3-го раунду кваліфікації Ліга чемпіонів 2016/17 у ворота азербайджанського клубу «Карабах», саме цей гол дозволив «Вікторії» вийти до четвертого раунду Ліги чемпіонів та продовжити участь у єврокубках в осінній період.
Протягом 2012—2012 років захищав кольори команди клубу «Банік». У 4-му кваліфікаційному раунді Ліги чемпіонів чеському клубу протистояв болгарський «Лудогорець» (Разград), якому за підсумками двох матчів (поразка з рахунком 0:2 та нічия з рахунком 2:2) Вікторія поступилася й змушена буда задовільнитися виступами в груповому етапі Ліги Європи. «Вікторія» потрапила до групи E, разом з «Ромою» (Італія), віденською «Аустрією» (Австрія) та «Астрою» (Румунія).

### Оренда в Банік (Соколов)
У лютому 2012 року на правах оренди перейшов до «Баніка». потім грав у другому найвищому дивізіоні чеського чемпіонату. Зіграв 12 матчів у чемпіонаті, відзначився 1 голом.

### Оренда в «Зеніт» (Часлав)
Напередодні сезону 2012/13 років перейшов до складу іншого представника другої ліги чеського чемпіонату, «Зеніт» (Часлав)

### Оренда в «Граффін» (Влазім)
У 2013 році став новачком клубу «Граффін» (Влазім), у складі якого провів наступні пів року своєї кар'єри гравця, за цей час зіграв 12 матчів та відзначився 1 голом.

### Оренда в Банік (Острава)
У січні 2014 року перейшов до клубу «Банік». Після успішного перегляду перейшов на пів року до клубу. Дебютним голом у Першому дивізіоні відзначився 26 квітня 2014 року в матчі проти празької «Дукли» (перемога з рахунком 2:0). З «Баніком» боровся за збереження місця команди у першій лізі, зрештою це завдання було виконане. У першому дивізіоні зіграв 11 матчів, відзначився 2 голами.

### Оренда в «Дуклу» (Прага)
Напередодні початку сезону 2014/15 років на правах оренди перейшов до «Дукли» (Прага). За підсумками сезону його команда вилетіла до Першої ліги, а сам Міхаел залишив команду. Згодом його оренду було продовжено ще на один рік, але восени 2015 року Крменчик повернувся до «Вікторії» У футболці «Дукли» зіграв 25 матчів та відзначився 8 голами.

### «Брюгге»
Наприкінці січня 2020 року за 6 мільйонів євро перейшов до бельгійського «Брюгге».

## Клубна статистика
Станом на 27 квітня 2016 року
| Сезон   | Клуб                     | Чемпіонат      | Матчі | Голи |
| ------- | ------------------------ | -------------- | ----- | ---- |
| 2010/11 | «Вікторія» (Пльзень)     | Гамбрінус ліга | 1     | 0    |
| 2011/12 | «Вікторія» (Пльзень)     | Гамбрінус ліга | 0     | 0    |
| 2011/12 | «Банік» (Соколов) (ор.)  | Друга ліга     | 12    | 1    |
| 2012/13 | «Зеніт» (Часлав) (ор.)   | Друга ліга     | 20    | 1    |
| 2013/14 | «Граффін» (Влазім) (ор.) | Друга ліга     | 12    | 1    |
| 2013/14 | «Банік» (Острава) (ор.)  | Гамбрінус ліга | 11    | 2    |
| 2014/15 | «Банік» (Острава) (ор.)  | Сінот ліга     | 13    | 3    |
| 2015/16 | «Дукла» (Прага) (ор.)    | Сінот ліга     | 12    | 5    |
| 2015/16 | «Вікторія» (Пльзень)     | Сінот ліга     | 7     | 2    |

## Виступи за збірні

### Молодіжні збірні
Викликався до складу збірної Чехії U-18, U-19, U-20 та U-21.
15 листопада 2013 року (при тренері Якубі Довалілі) дебютував за молодіжну збірну Чехії проти однолітків з Кіпру, в цьому ж матчі відзначився дебютним голом. Чеська збірна переграла середземноморців з рахунком 3:0.

### Головна збірна
В листопаді 2016 року Карел Яролім викликав Карела до національної збірної Чехії. 11 листопада 2016 року дебютував у складі чеської збірної проти збірної Норвегії (перемога з рахунком 2:1) на «Еден Арені», в якому відзначився першим голом. Проте в стартовому складі тренер віддавав перевагу Мілані Шкоді та Патріку Шику. Наразі провів у формі головної команди країни 26 матчів, забивши 9 голів.

### Матчі за збірну
| 2016                           | 2 | 1 |
| 2017                           | 2 | 2 |
| Загалом                        | 4 | 3 |
| Станом на 26 березня 2017 року |   |   |

### Голи за збірну
| 010                            | 11.11.2016 | Еден Арена, Прага, Чехія                | Норвегія   | 01:0 00(11.) | 2:1 | кв. ЧС 2018      |
| 02                             | 22.3.2017  | Міський стадіон, Усті-над-Лабем, Чехія  | Литва      | 03:0 00(79.) | 3:0 | Товариський матч |
| 03                             | 26.3.2017  | Стадіо-Олімпіко, Серравалле, Сан-Марино | Сан-Марино | 05:0 00(43.) | 0:6 | кв. ЧС 2018      |
| Станом на 26 березня 2017 року |            |                                         |            |              |     |                  |

## Досягнення

### Вікторія (Пльзень)
- Перша чеська ліга
  -  Чемпіон (3): 2010/11, 2015/16, 2017/18

- Суперкубок Чехії
  -  Володар (1): 2011

- Найкращий бомбардир чемпіонату — 2017/18.

### Брюгге
- Ліга Жупіле
  -  Чемпіон (1): 2019/20

### ПАОК
- Кубок Греції
  -  Володар (1): 2020/21